# Nyaminwe
Nyaminwe är ett vattendrag i Burundi.   Det ligger i provinsen Bururi, i den centrala delen av landet, 80 km sydost om huvudstaden Bujumbura.
Omgivningarna runt Nyaminwe är en mosaik av jordbruksmark och naturlig växtlighet. Runt Nyaminwe är det ganska tätbefolkat, med 192 invånare per kvadratkilometer.